# Roger Jean Nsengiyumva
Roger Jean Nsengiyumva (* 1. Mai 1994) ist ein britisch-ruandischer Schauspieler.

## Leben und Karriere
Nsengiyumva wurde in Ruanda geboren. Während des Völkermords in Ruanda 1994 verlor er seinen Vater. Seine Mutter floh mit ihm ins Vereinigte Königreich. Sein Debüt gab er 2010 in dem Film Africa United. Anschließend war er 2013 in Sixteen zu sehen. 2017 wurde er für die Serie Chasing Shadows gecastet.
Außerdem trat Nsengiyumva 2018 in Informer auf. Unter anderem spielte er 2021 in You Don't Know Me mit. 2024 belegte er in der Serie Time Bandits eine der Hauptrollen.

## Filmografie
Filme
- 2010: Africa United
- 2013: Sixteen
- 2017: Wale
- 2018: Tomb Raider

Serien
- 2011: Postcode
- 2011: Planet of the Apemen: Battle for Earth
- 2014: Chasing Shadows
- 2017: Armchair Detectives
- 2018: Informer
- 2021: You Don't Know Me
- 2024: Time Bandits
- 2025: The Crow Girl